# 宮井茂九郎
宮井 茂九郎（みやい もくろう、1853年10月9日（嘉永6年9月7日）- 1906年（明治39年）11月17日）は、明治期の地主、農業経営家、実業家、政治家。衆議院議員、初代香川県鵜足郡坂本村長。

## 経歴
讃岐国鵜足郡川原村（香川県鵜足郡坂本村、綾歌郡坂本村、飯山町を経て現:丸亀市飯山町川原）で生まれる。漢学、数学を修めた。明治2年5月（1869年6-7月）鵜足郡川原真時両村庄屋役に、明治4年10月（1871年11-12月）鵜足郡大庄屋役に任じられた。
実業界では、寒川郡志度村製糖会社取締役、高松砂糖会社取締役、宇足津塩田会社取締役、讃岐紡績会社取締役、讃岐鉄道会社監査役、香川県農工銀行取締役などを務めた。また、1879年（明治12年）飯野山南麓の開墾を行い、土壌分析を実施して桃の栽培を開始した。
1889年（明治22年）第1回香川県会議員選挙に当選。1890年（明治23年）町村制施行後初の坂本村会議員に選出され、初代坂本村長に就任。その他、所得税調査委員、徴兵参事員を務めた。1898年（明治31年）3月、第5回衆議院議員総選挙に香川県第三区から出馬して当選。以後、第8回総選挙まで連続して当選。1904年（明治37年）3月、第9回総選挙で香川県郡部から立憲政友会所属で出馬し、連続5回目の当選を果たしたが、在任中の1906年11月に死去した。